# Papírové město
Papírová města jsou falešná města vymyšlená kartografy tvořícími mapu. Buďto jsou do mapy vložena omylem, anebo za účelem zabránění nelegálnímu kopírování map (když někdo mapu okopíruje od jiných a prohlásí ji za svou, podle falešných papírových měst se kopírování pozná).  

## Příklady
Mezi známá papírová města patří: 
- Agloe[1]
- Goblu a Beatosu[2]
- Argleton

## Agloe
Papírové město Agloe vytvořil Otto G. Lindberg a jeho asistent Ernest Alpers pro společnost General Drafting. Jeho název je anagramem jejich jmen, skládá se z prvních písmen O, G, L, E, A.  Místo Agloe se však v 60. letech objevilo v mapách jiné firmy, která za to byla žalována. Žaloba byla zamítnuta, když obviněná firma uvedla, že Agloe bylo opravdové a nikoli papírové město. V 50. letech totiž právě na tomto místě postavili místní obchod a pojmenovali jej Agloe General Store. Z falešného místa se tak stalo místo opravdové. Obchod ale nedlouho poté zkrachoval a z mnoha map byl odstraněn.

## V populární kultuře
Podle papírových měst je pojmenovaná kniha a film od spisovatele Johna Greena. V ní je zmíněno právě Agloe.